# Grand Prix Číny 2019
Grand Prix Číny 2019 (oficiálně Formula 1 2019 Heineken Chinese Grand Prix) se jela na okruhu Shanghai International Circuit v Šanghaji v Číně dne 14. dubna 2019. Závod byl třetím v pořadí v sezóně 2019 šampionátu Formule 1. Závod byl také 1000. závodem seriálu Formule 1 od 1. závodu Mistrovství, který se jel na okruhu Silverstone v roce 1950.

## Pořadí

### Pořadí jezdců před závodem
Na čele průběžného pořadí šampionátu jezdců je Valtteri Bottas, který v obou dosavadních závodech nasbíral 44 bodů. O jediný bod zpět je druhý Lewis Hamilton a stupně vítězů uzavírá třetí Max Verstappen se ziskem 27 bodů. 

### Pořádí týmu před závodem
V Poháru konstruktérů má zatím navrch stáj Mercedes, která nasbírala 87 bodů. Druhé místo patří Ferrari, které má na svém kontě 48 bodů. Třetí pozici zaujímá Red Bull Racing-Honda, který se může pyšnit 31 body.

## Tréninky
V prvním tréninku zaznamenal nejrychlejší čas Sebastian Vettel z Ferrari (1:33.911). Druhý Lewis Hamilton, zaostal o 207 tisícin. Třetí místo obsadil Charles Leclerc, jenž na týmového kolegu Vettela ztratil 256 tisícin sekundy. S technickými problémy se potýkal Antonio Giovinazzi z týmu Alfa Romeo Racing, neboť zvládl jen dvě kola. Hodiny v poslední zatáčce dostal Lance Stroll. 
Druhý trénink opanoval Valtteri Bottas z Mercedesu, který zaknihoval čas 1:33.330. Sebastian Vettel, jenž proťal pomyslnou cílovou pásku na druhé pozici, byl pomalejší o 27 tisícin sekundy. Na třetí příčku se vyšvihl Max Verstappen z Red Bullu s mankem 221 tisícin sekundy. Hamilton s Bottasem se v úvodu prostředního tréninku roztočili. Výraznější problém musel řešit Romain Grosjean, jemuž se nalomil přední spoiler. 
Třetí trénink byl opět v režii Valtteriho Bottase, který časem 1:32.830 nechal za sebou druhého Sebastiana Vettela o 392 tisícin sekundy. Na třetím místě dojel Charles Leclerc se ztrátou 418 tisícin sekundy. Poslední tréninkovou jednotku předčasně ukončil Alexander Albon, který havaroval a kvalifikace se nezúčastnil.

## Kvalifikace
Jak už bylo zmíněno, kvalifikace se nezúčastnil Alexander Albon, který rozbil svůj vůz na konci třetího tréninku a mechanici jej nestihli spravit. V první části skončili Lance Stroll, George Russell, Robert Kubica a Antonio Giovinazzi, který nedokázal zajet platné kvalifikační kolo.
Ve druhé fázi kvalifikace došlo k jednomu překvapení, neboť nepostoupil Kimi Räikkönen. Jak sám přiznal do týmového rádia, na vině byla porucha motoru. Spolu s ním dál neprošli ani Daniil Kvjat, Sergio Pérez, Carlos Sainz Jr. a Lando Norris.
Pole position získal v Šanghaji Valtteri Bottas časem 1:31.547, čímž porazil druhého Lewise Hamiltona o pouhých 23 tisícin sekundy. Druhou řadu na startovním roštu obsadí rudé monoposty Ferrari v pořadí Sebastian Vettel, Charles Leclerc.
| Poř.                       | No. | Jezdec             | Konstruktér               | Časy v kvalifikaci | Časy v kvalifikaci | Časy v kvalifikaci | Pořadí na startu |
| Poř.                       | No. | Jezdec             | Konstruktér               | Q1                 | Q2                 | Q3                 | Pořadí na startu |
| -------------------------- | --- | ------------------ | ------------------------- | ------------------ | ------------------ | ------------------ | ---------------- |
| 1                          | 77  | Valtteri Bottas    | Mercedes                  | 1:32.658           | 1:31.728           | 1:31.547           | 1                |
| 2                          | 44  | Lewis Hamilton     | Mercedes                  | 1:33.115           | 1:31.637           | 1:31.570           | 2                |
| 3                          | 5   | Sebastian Vettel   | Ferrari                   | 1:33.557           | 1:32.232           | 1:31.848           | 3                |
| 4                          | 16  | Charles Leclerc    | Ferrari                   | 1:32.712           | 1:32.324           | 1:31.865           | 4                |
| 5                          | 33  | Max Verstappen     | Red Bull Racing-Honda     | 1:33.274           | 1:32.369           | 1:32.089           | 5                |
| 6                          | 10  | Pierre Gasly       | Red Bull Racing-Honda     | 1:33.863           | 1:32.948           | 1:32.930           | 6                |
| 7                          | 3   | Daniel Ricciardo   | Renault                   | 1:33.709           | 1:33.214           | 1:32.958           | 7                |
| 8                          | 27  | Nico Hülkenberg    | Renault                   | 1:33.644           | 1:32.968           | 1:32.962           | 8                |
| 9                          | 20  | Kevin Magnussen    | Haas-Ferrari              | 1:34.036           | 1:33.150           | Bez času           | 9                |
| 10                         | 8   | Romain Grosjean    | Haas-Ferrari              | 1:33.752           | 1:33.156           | Bez času           | 10               |
| 11                         | 26  | Daniil Kvjat       | Scuderia Toro Rosso-Honda | 1:33.783           | 1:33.236           |                    | 11               |
| 12                         | 11  | Sergio Pérez       | Racing Point-BWT Mercedes | 1:34.026           | 1:33.299           |                    | 12               |
| 13                         | 7   | Kimi Räikkönen     | Alfa Romeo Racing-Ferrari | 1:34.125           | 1:33.419           |                    | 13               |
| 14                         | 55  | Carlos Sainz Jr.   | McLaren-Renault           | 1:33.686           | 1:33.523           |                    | 14               |
| 15                         | 4   | Lando Norris       | McLaren-Renault           | 1:34.148           | 1:33.967           |                    | 15               |
| 16                         | 18  | Lance Stroll       | Racing Point-BWT Mercedes | 1:34.292           |                    |                    | 16               |
| 17                         | 63  | George Russell     | Williams-Mercedes         | 1:35.253           |                    |                    | 17               |
| 18                         | 88  | Robert Kubica      | Williams-Mercedes         | 1:35.281           |                    |                    | 18               |
| 107% času vítěze: 1:39.144 |     |                    |                           |                    |                    |                    |                  |
| -                          | 99  | Antonio Giovinazzi | Alfa Romeo Racing-Ferrari | Bez času           |                    |                    | 19               |
| -                          | 23  | Alexander Albon    | Scuderia Toro Rosso-Honda | Bez času           |                    |                    | 20               |
| Zdroj:                     |     |                    |                           |                    |                    |                    |                  |

Poznámky
1. ↑  Antonio Giovinazzi nestihl zajet v Q1 platný čas.
2. ↑  Alexander Albon nenastoupil ke kvalifikaci kvůli nehodě z FP3.

## Závod
| Poř.                                                                        | No. | Jezdec             | Konstruktér               | Počet kol | Čas/Odstoupení      | Pořadí na startu | Body |
| --------------------------------------------------------------------------- | --- | ------------------ | ------------------------- | --------- | ------------------- | ---------------- | ---- |
| 1                                                                           | 44  | Lewis Hamilton     | Mercedes                  | 56        | 1:32:06.350         | 2                | 25   |
| 2                                                                           | 77  | Valtteri Bottas    | Mercedes                  | 56        | +6.552              | 1                | 18   |
| 3                                                                           | 5   | Sebastian Vettel   | Ferrari                   | 56        | +13.774             | 3                | 15   |
| 4                                                                           | 33  | Max Verstappen     | Red Bull Racing-Honda     | 56        | +27.627             | 5                | 12   |
| 5                                                                           | 16  | Charles Leclerc    | Ferrari                   | 56        | +31.276             | 4                | 10   |
| 6                                                                           | 10  | Pierre Gasly       | Red Bull Racing-Honda     | 56        | +1:29.307           | 6                | 8    |
| 7                                                                           | 3   | Daniel Ricciardo   | Renault                   | 55        | +1 kolo             | 7                | 6    |
| 8                                                                           | 11  | Sergio Pérez       | Racing Point-BWT Mercedes | 55        | +1 kolo             | 12               | 4    |
| 9                                                                           | 7   | Kimi Räikkönen     | Alfa Romeo Racing-Ferrari | 55        | +1 kolo             | 13               | 2    |
| 10                                                                          | 23  | Alexander Albon    | Scuderia Toro Rosso-Honda | 55        | +1 kolo             | BOX              | 1    |
| 11                                                                          | 8   | Romain Grosjean    | Haas-Ferrari              | 55        | +1 kolo             | 10               |      |
| 12                                                                          | 18  | Lance Stroll       | Racing Point-BWT Mercedes | 55        | +1 kolo             | 16               |      |
| 13                                                                          | 20  | Kevin Magnussen    | Haas-Ferrari              | 55        | +1 kolo             | 9                |      |
| 14                                                                          | 55  | Carlos Sainz Jr.   | McLaren-Renault           | 55        | +1 kolo             | 14               |      |
| 15                                                                          | 99  | Antonio Giovinazzi | Alfa Romeo Racing-Ferrari | 55        | +1 kolo             | 19               |      |
| 16                                                                          | 63  | George Russell     | Williams-Mercedes         | 54        | +2 kola             | 17               |      |
| 17                                                                          | 88  | Robert Kubica      | Williams-Mercedes         | 54        | +2 kola             | 18               |      |
| 18                                                                          | 4   | Lando Norris       | McLaren-Renault           | 50        | Poškození po kolizi | 15               |      |
| Ret                                                                         | 26  | Daniil Kvjat       | Scuderia Toro Rosso-Honda | 41        | Poškození po kolizi | 11               |      |
| Ret                                                                         | 27  | Nico Hülkenberg    | Renault                   | 16        | Pohonná jednotka    | 8                |      |
| Nejrychlejší kolo:Pierre Gasly (Red Bull Racing-Honda) 1:34.742 (v kole 55) |     |                    |                           |           |                     |                  |      |
| Zdroj:                                                                      |     |                    |                           |           |                     |                  |      |

Poznámky
1. ↑  Pierre Gasly získal jeden bod za zajetí nejrychlejšího kola.
2. ↑  Lando Norris odstoupil ze závodu, ale byl klasifikován, protože odjel více než 90 % délky závodu.

## Průběžné pořadí po závodě
Pohár jezdců
|        | Pořadí | Jezdec           | Body |
| ------ | ------ | ---------------- | ---- |
| 1      | 1      | Lewis Hamilton   | 68   |
| 1      | 2      | Valtteri Bottas  | 62   |
|        | 3      | Max Verstappen   | 39   |
| 1      | 4      | Sebastian Vettel | 37   |
| 1      | 5      | Charles Leclerc  | 36   |
| Zdroj: |        |                  |      |

Pohár konstruktérů
|        | Pořadí | Konstruktér               | Body |
| ------ | ------ | ------------------------- | ---- |
|        | 1      | Mercedes                  | 130  |
|        | 2      | Ferrari                   | 73   |
|        | 3      | Red Bull Racing-Honda     | 52   |
| 3      | 4      | Renault                   | 12   |
| 1      | 5      | Alfa Romeo Racing-Ferrari | 12   |
| Zdroj: |        |                           |      |